# Robert Alan Aurthur
Robert Alan Aurthur (* 10. Juni 1922 in New York City; † 20. November 1978, ebenda) war ein US-amerikanischer Schriftsteller, Drehbuchautor und Filmproduzent, der postum für sein Musical Hinter dem Rampenlicht für zwei Oscars nominiert wurde.

## Leben
Während des Zweiten Weltkrieges diente er im United States Marine Corps als Kriegsberichterstatter. Später verarbeitete er seine Erfahrungen in dem Buch The Third Marine Division. Nach dem Krieg studierte er an der University of Pennsylvania und schrieb anschließend Kurzgeschichten für den New Yorker, bevor er 1952 für die Sitcom Mister Peepers erstmals fünf Fernsehepisoden schrieb. Bis zu seinem ersten produzierten Drehbuch Ein Mann besiegt die Angst arbeitete Aurthur noch in Serien wie Campbell Playhouse, Goodyear Television Playhouse und Justice. Seinen größten Erfolg feierte Aurthur mit dem Musical Hinter dem Rampenlicht, für das er 1980 sowohl für den Oscar für das Beste Originaldrehbuch als auch für den Besten Film nominiert wurde. Allerdings verstarb er während der Dreharbeiten, weswegen er dies nicht mehr erleben konnte.
Nach seiner kinderlosen Ehe mit Beatrice Arthur heiratete er Virginia Aurthur, mit der er vier gemeinsame Kinder hatte, wovon 1948 sein ältester Sohn geboren wurde. Am 20. November 1978 verstarb Aurthur, bei dem längst Lungenkrebs diagnostiziert war, an einem Herzinfarkt.

## Werke
- 1948: The Third Marine Division

## Filmografie (Auswahl)
- 1952–1953: Mister Peepers (Fernsehserie, 5 Episoden)
- 1953–1954: Goodyear Television Playhouse (Fernsehserie, 3 Episoden)
- 1954: Campbell Playhouse (Fernsehserie, 1 Episode)
- 1954: Justice (Fernsehserie, 3 Episoden)
- 1957: Ein Mann besiegt die Angst (Edge of the City)
- 1959: Warlock
- 1964: Lilith
- 1966: Grand Prix
- 1968: Liebling (For Love of Ivy)
- 1969: The Lost Man – Es führt kein Weg zurück (The Lost Man)
- 1979: Hinter dem Rampenlicht (All That Jazz)

## Auszeichnungen (Auswahl)
Oscar
- 1980: Nominierung für das Beste Originaldrehbuch mit Hinter dem Rampenlicht
- 1980: Nominierung für den Besten Film mit Hinter dem Rampenlicht